# Maison Pavlović
Ne doit pas être confondu avec Maison de Milorad Pavlović.
La maison de la famille Pavlović se trouve à Belgrade, dans la rue Gospodar Jevremova, no.39 et a le statut du monument culturel.
La maison a été construite en 1882 comme la maison familiale plain-pied de Kosta St. Pavlović, ancien chef du Ministère de l'Intérieur et l'ancien cadre de la ville de Niš après la libération des Turcs. Avant la construction, Kosta Pavlović, ensemble avec le professeur Ljuba Kovačević et le général Jovan Mijušković (ensuite les présidents de l'Académie royale serbe) achète les terrains dans une série, sur les pentes de Danube. Il a été sauvegardé jusqu'à nos jours „ les témoignages “ de l'ancien maire Z.M.Blaznavac sur l'achat de ces terrains.

## Arrangement de la rue Jevremova à Belgrade
Parmi les premières maisons civiles dans la rue Jevremova, conçues de la manière architecturale pro-européenne, il se trouvait la maison de Kosta et Anka Pavlović, construite en 1882. À cette époque, cela a été l'une des plus grandes parcelles sur la pente du Danube, que Kosta, le premier directeur de la ville de Niš et le chef du Ministère de l'Intérieur, a acheté par la dot de sa femme Anka, née Aćimović. Près d’eux, le terrain a été acheté par Ljuba Kovačević, le professeur de la Grande école et l’homme politique, et le général et l’académicien Jovan Mijušković. Cela était trois les plus grandes parcelles dans la rue Jevremova, parce que l’intersection et l’arrangement ont été déjà faits dans les quartiers belgradois selon le premier plan d’urbanisme d’Emilijan Joksimović. Au poste du directeur de la Ville de Niš, Kosta a adopté en 1878, le Décret sur l'organisation de la ville, et à l'arrivée à Belgrade, il a consacré l'attention spéciale à l'arrangement non pas seulement de sa maison, mais aussi de la rue où il vivait, et il travaillait ainsi sur l'arrangement du terrain, les charretiers ont apporté sur leurs chariots à bœufs la terre de Terazije, afin d’aligner la pente de la parcelle avec la rue, il arrangeait des pavés devant les maisons, ce qui est considéré comme les premiers investissements privés dans l'infrastructure de la ville. Jusqu'à la Première Guerre mondiale, cela était une rue calme, résidentielle, bordée d'arbres, sans presque aucune activité commerciale, avec des maisons plain-pied, et qui est caractérisée par l'esprit de l'architecture et le mode de vie européens,.

## Аrchitecture
Elle a été construite par la méthode typique de la fin du XIXe siècle en brique dans le mortier de chaux avec des murs massifs pontés des voûtes prussiennes peu profondes. À l’extérieur, elle a été conçue dans un style classique. Elle avait cinq chambres et une grande salle. Dans le sous-sol, il a été la cuisine et une autre chambre. La maison a été endommagée pendant la Première Guerre mondiale, en ensuite reconstruite en 1927, quand il a été annexé un étage avec la mansarde selon le projet de l'architecte Aleksandar Sekulić, harmonieusement intégré dans le concept architectural existant de l’installation. Les façades ont été rénovées d’une façon uniforme, dans l'esprit de l'académisme, avec les éléments décoratifs en forme des pilastres, les consoles, les couronnes, et les cadres de fenêtres. La verticalité de la façade est réalisée par des blocs de pierre le long des bords du bâtiment, par la projection centrale et les fenêtres, qui ont été faites sous la forme de portes avec une clôture décorative en fer comme un balcon français. L'entrée principale des véhicules, qui existe depuis le moment de la construction, se compose de deux colonnes libres et des portes de fer. L'entrée dans la maison est de la cour, sur la façade latérale. Du côté de cour, il a été réalisé certaines extensions selon le projet de l'architecte Dragomir Tadić. Le jardin de la famille Pavlović a été déclaré en 2004 comme l'un des plus beaux jardins de la Municipalité de Stari grad, qui représente une véritable oasis florale dans le centre de Belgrade.

## Lieu de la vie urbaine
Dans les salons représentatifs de la Maison de famille Pavlović, il a été organisé les réunions des membres de Maison royale et du corps diplomatique, des artistes et des scientifiques, parmi lesquels se trouvent : Stojan Novaković, Јоvan Cvijić, Јеvrem Grujić, Sima Lozanić, Nikola Pašić, Milenko Vesnić, Мihailo Petrović Alas, Beta Vukanović,  Тoma Rosandić, Ivan Meštrović, Јоvan Dučić, Milan Rakić et les autres. Après la Seconde Guerre mondiale, il a été arrivé une période difficile pour les bourgeois d'avant-guerre et l'élite intellectuelle. La famille a toujours réussi à garder la maison de se transformer en propriété sociale. En outre, dans le grenier de la maison, il y avait lieu des sessions ordinaires de la plus ancienne association d'art " Lada " où assistent Petar Lubarda, Мihajlo Tomić, Cuca Sokić, Zuko Džumhur, Vlada Veličković et les autres. Après la Seconde Guerre mondiale, au premier étage, il a été organisé des réunions des conservateurs de patrimoine culturel de la Serbie et des membres du Comité international pour la construction nationale, de l'ICOMOS et de l'UNESCO.

## Personnes significatives
Les membres connus de la famille Pavlović, qui, par leur travail et les efforts sociaux, ont marqué la vie culturelle et politique de la Serbie, étaient Kosta St.Pavlović, le maire de Niš, sa femme Anka, le fondateur et le premier président de la Société des femmes à Niš; leur fils Stevan Pavlović, l'avocat et le diplomate, le ministre adjoint des Affaires étrangères, le détenteur de l'étoile de la Légion d'honneur, le Président de la Société des Amis de la France ; le petit-fils Kosta Pavlović, le diplomate et le chef du cabinet du Premier ministre Dušan Simović et Slobodan Jovanović, l’écrivain et l'historien ; la petite-fille Leposava – Bela, la peintre académique, le professeur de français, le conférencier et l'associé de  SANU (L'Académie serbe des sciences et des arts) et le président à vie de „Lada“; le petit-fils, Dobroslav-Bojko, Prof Dr d'architecture, le conservateur, l'un des fondateurs de la Société des conservateurs dans le pays, le détenteur de l'Ordre de Saint Sava du Ier Ordre. La famille Pavlović a donné une partie de ses trésors artistiques à des institutions de la culture et l'éducation, au Musée national à Belgrade, à la Galeri Beljanski et la Matica serbe à Novi Sad, et la plus grande partie de la bibliothèque dans l'éparchie de Šumadija à Kragujevac. Les descendants d'aujourd'hui ont nettoyé par une approche de conservation le quartefeuille tricolore et l'année 1882, dont ils ont sculpté dans la mosaïque de sol du hall d'entrée, au rez-de-chaussée en 2003.
Au début du millénaire, dans le sous-sol de la maison, il a été ouvert un centre culturel avec une exposition permanente qui représente une riche collection d'objets artistiques et ethnologiques et de documents de six générations de la famille Pavlović, qui est faite depuis toujours des diplomates, des ministres, des avocats, des traducteurs et des artistes. La collection comprend des riches archives de photographies anciennes avec des dédicaces, des diplômes, des médailles et des ordonnances, les remerciements, les parties des vieux vêtements de ville, les costumes colorés, les meubles archaïques et d'autres objets de la vie quotidienne du XIXe et la première moitié du XXe siècle.